# کرکی (صدرک)
کرکی (به ارمنی: تیگراناشن Տիգրանաշեն، به ترکی آذربایجانی: Kərki) بخشی از جمهوری خودمختار نخجوان است که به‌طور کامل در خاک ارمنستان محصور است. بزرگراهی که شمال و جنوب ارمنستان را به هم مرتبط می‌کند از این روستا عبور می‌کند. در هنگام جنگ قره‌باغ در سال ۱۹۹۲ این ناحیه توسط ارمنستان اشغال شد و اهالی آذری آن کوچانده شدند و روستا به تیگراناشن تغییر نام داده شد.
این روستا در ساحل رودخانه آخوریان و در نزدیکی بزرگراه ایروان-جرموک واقع شده است و ۱۵ کیلومتر (۹.۳ مایل) با مرکز منطقه فاصله دارد. مساحت روستا ۹۵۰ هکتار است. بزرگراه اصلی که شمال ارمنستان را به جنوب ارمنستان متصل می‌کند درست از کنار این روستا می‌گذرد. امروزه بیشتر باشندگان آن ارمنی‌هایی هستند که برخی بومی و برخی از پناهجویان مهاجر از جمهوری آذربایجان هستند.

## ریشه واژه
نام تیگراناشن برگرفته از نام تیگران دوم، یکی از پادشاهان پادشاهی ارمنستان بزرگ است.

## تاریخچه
این روستا در ۱۹ ژانویه ۱۹۹۰ توسط نیروهای ارمنی در جنگ اول قره‌باغ به تصرف درآمد.
از ماه مه ۱۹۹۲، پس از جنگ اول قره‌باغ ، کرکی تحت کنترل ارمنستان قرار دارد؛ منطقه‌ای به مساحت ۱۹ مربع (۷.۳ مایل مربع) که هم‌اکنون به عنوان بخشی از استان آرارات اداره می‌شود.
پس از جنگ، بسیاری از ساکنان پیشین کرکی در یک روستای جدید به نام کرکی نو (Yeni Kərki) در شهرستان کنگرلی جمهوری خودمختار نخجوان که توسط دولت باکو ایجاد شده بود، اسکان یافتند.

## نگارخانه

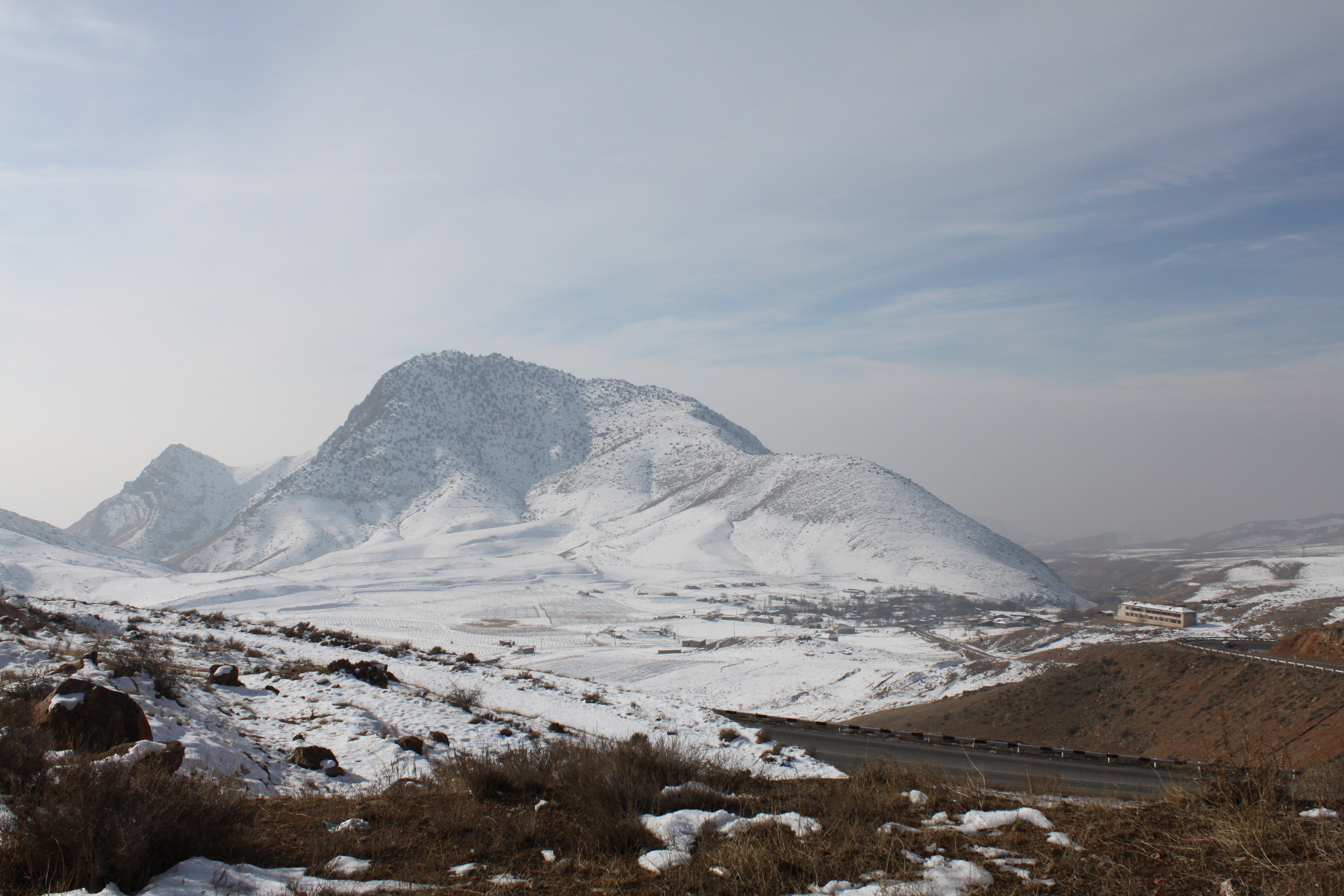
نمایی از کرکی از بزرگراه اصلی شمال-جنوب ارمنستان